# Мелісса Джеймс Гібсон
Мелісса Джеймс Гібсон — драматургиня канадського походження з Нью-Йорка.

## Життя
Мелісса Джеймс Гібсон, дочка колишнього члена ліберальної партії Британської Колумбії Гордона Гібсона та журналістки Валері Гібсон, виросла в Північному Ванкувері. Закінчила Колумбійський університет і Єльську школу драми, отримала ступінь магістерки драматургії. Після закінчення навчання вона працювала консультанткою коледжу в ексклюзивній, орієнтованій на мистецтво школі Святої Анни в Бруклін-Хайтс, яку також закінчила її дочка Селія Фрей та син Гріффін Фрей. Вона працює над замовленнями для театру La Jolla Playhouse і The Adirondack Theatre Festival. Вона отримала стипендії від фонду Джерома та колонії Макдауелла. Театральний критик «Нью-Йорк Таймс» Чарльз Ішервуд писав, що зі своєю п'єсою «Це» Гібсон «виходить у театральну лігу з цією чудово задуманою, впевнено виконаною та цілком доступною роботою».
Згодом вона написала епізоди для телересіалів «Американці» і «Картковий будиночок», «Анатомія скандалу».

## Нагороди
- 2002 Обі за драматургію, премія Кессельринга, найкращі п’єси 2001–2002 рр.[7]
- Премія Уайтінга 2002 р.[8]
- Премія драматурга Стейнберга [Архівовано 19 грудня 2011 у Wayback Machine.] 2011